# Giuseppe Pugliese (calciatore)
Giuseppe Pugliese (Putignano, 4 novembre 1983) è un allenatore di calcio ed ex calciatore italiano, di ruolo difensore o centrocampista.

## Carriera

### Serie D
È cresciuto nelle giovani del Noicattaro, società della provincia di Bari.
Nei primi anni della sua carriera gioca in campionati dilettantistici con la maglia del Noicattaro prima e del Monopoli poi, un'altra società barese. A Monopoli inizia a fare il terzino sinistro e non più il centrocampista arretrato come a Noicattaro. Nel 2005-2006 il Monopoli arriva secondo nel girone H e vince i play-off; Pugliese realizza la rete decisiva contro i torinesi dell'Orbassano nella semifinale d'andata degli spareggi promozione.

### Dal Monopoli all'Hellas Verona
I primi tre anni da professionista vengono giocati tutti con la maglia del Monopoli, disputando oltre 80 partite in tre campionati e diventando capitano.
Nel gennaio del 2009 Pugliese lascia il Monopoli e arriva al Verona, in Prima Divisione. Segna il suo primo gol con la casacca scaligera dopo poche partite, contro la Pro Sesto al Bentegodi. Gioca 33 delle 34 partite del campionato 2009-2010 con la maglia del Verona.

### Prestito al Varese, ritorno al Verona
Durante il calciomercato estivo del 2010 passa al Varese. Qui il barese è titolare per tutto l'anno con la maglia dei lombardi. Gioca 38 partite di campionato e sigla una rete contro l'AlbinoLeffe, mettendo a segno il suo primo gol nella serie cadetta. Anni dopo dichiarerà che questa col Varese è stata la sua migliore stagione. A fine stagione fa ritorno al Verona, che nel frattempo ha conquistato la promozione in Serie B.
Nella stagione 2011-2012 è sempre in Serie B. Il trentacinquenne laterale Massimiliano Scaglia,, gli viene però preferito dal tecnico Andrea Mandorlini come terzino sinistro. Esordisce da titolare all'undicesima giornata contro la Nocerina. Alcune settimane dopo torna titolare contro il Bari nello Stadio San Nicola. Colleziona in totale 12 presenze, tutte partendo da titolare.
Nella prima amichevole della nuova stagione, contro la Fiorentina, rimedia un grave infortunio con frattura che gli fa saltare quasi tutto l'intero campionato scendendo in campo solo nel finale con la formazione primavera.

### Cittadella, ritorno in Lega Pro e Serie D
A fine stagione il Verona non gli rinnova il contratto e resta svincolato. Si allena con il Bari per circa un mese. Il 3 ottobre 2013 dopo un periodo di prova il difensore firma un contratto annuale con il Cittadella in Serie B.
Il 28 agosto 2014 si trasferisce alla Salernitana. Tuttavia, sei giorno dopo viene ceduto all'Arezzo, società con la quale non riesce a trovare un accordo rimanendo di conseguenza svincolato. Il 23 gennaio 2015 passa al Monza dove raggiunge la salvezza ai playout. Rimasto svincolato, ha un periodo di prova con l'Ischia Isolaverde nel febbraio 2016, ma non raggiunge l'accordo economico. Il successivo 16 marzo firma con il Villafranca Veronese in Serie D.

### Allenatore
Dopo aver svolto attività di vice e di allenatore nel settore giovanile dell' Ambrosiana nel luglio 2021 viene promosso allenatore della prima squadra del club della Valpolicella miltante in Serie D. Il 23 novembre, dopo la sconfitta interna contro il Cartigliano ed aver raccolto appena 3 punti in 10 incontri di campionato, che collocano la squadra all'ultimo posto della classifica, rassegna le dimissioni.